# Хан, Эмануил Алексеевич
Мануил Алексеевич Хан (1826 — 1892) — русский медик и издатель.
Доктор медицины, автор ряда популярных книг («Популярная медицина»: «Популярная физиология», «Популярная анатомия», «Силы природы», самоучители немецкого и французского языков и др.), изданных в 1850-60-х годах. В 1858—1859 гг. редактировал журнал «Библиотека медицинских наук», затем в 1867—1872 гг. редактор-издатель научно-литературного журнала «Всемирный Труд», в котором публиковались, в частности, А. Н. Островский, А. Ф. Писемский, П. Д. Боборыкин, И. И. Лажечников и другие заметные авторы.
Похоронен на Литераторских мостках.